# Mesbrecourt-Richecourt
Mesbrecourt-Richecourt és un municipi francès situat al departament de l'Aisne i a la regió dels Alts de França. L'any 2007 tenia 286 habitants.

## Demografia

### Població
El 2007 la població de fet de Mesbrecourt-Richecourt era de 286 persones. Hi havia 108 famílies de les quals 32 eren unipersonals (12 homes vivint sols i 20 dones vivint soles), 24 parelles sense fills, 40 parelles amb fills i 12 famílies monoparentals amb fills.
La població ha evolucionat segons el següent gràfic:
Habitants censats

### Habitatges
El 2007 hi havia 134 habitatges, 119 eren l'habitatge principal de la família, 6 eren segones residències i 9 estaven desocupats. 131 eren cases i 2 eren apartaments. Dels 119 habitatges principals, 100 estaven ocupats pels seus propietaris, 17 estaven llogats i ocupats pels llogaters i 2 estaven cedits a títol gratuït; 2 tenien una cambra, 8 en tenien dues, 26 en tenien tres, 23 en tenien quatre i 60 en tenien cinc o més. 80 habitatges disposaven pel capbaix d'una plaça de pàrquing. A 46 habitatges hi havia un automòbil i a 52 n'hi havia dos o més.

## Economia
El 2007 la població en edat de treballar era de 188 persones, 133 eren actives i 55 eren inactives. De les 133 persones actives 119 estaven ocupades (71 homes i 48 dones) i 14 estaven aturades (11 homes i 3 dones). De les 55 persones inactives 14 estaven jubilades, 19 estaven estudiant i 22 estaven classificades com a «altres inactius».

### Ingressos
El 2009 a Mesbrecourt-Richecourt hi havia 117 unitats fiscals que integraven 280 persones, la mediana anual d'ingressos fiscals per persona era de 17.508 €.

### Activitats econòmiques
Dels 4 establiments que hi havia el 2007, 1 era d'una empresa de comerç i reparació d'automòbils, 1 d'una empresa d'hostatgeria i restauració, 1 d'una empresa de serveis i 1 d'una empresa classificada com a «altres activitats de serveis».
Dels 2 establiments de servei als particulars que hi havia el 2009, 1 era una lampisteria i 1 perruqueria.
L'any 2000 a Mesbrecourt-Richecourt hi havia 7 explotacions agrícoles.

## Equipaments sanitaris i escolars
El 2009 hi havia una escola elemental integrada dins d'un grup escolar amb les comunes properes formant una escola dispersa.

## Poblacions més properes
El següent diagrama mostra les poblacions més properes.